# Казни офицеров САВАК и представителей высшего генералитета шахского Ирана
Почти сразу же, после падения монархии, ведущие военные деятели шахского периода были публично казнены новым режимом. На самом деле, с первых же дней «Эры Хомейни» расправа над высшим генералитетом шаха носила массовый государственный характер. Казни «роялистов» производились в «атмосфере произвола и бесконтрольности». Этот «террор» был предназначен для усмирения жажды революционной массы, требовавших «гильотинировать» видных офицеров шахского Ирана. Подобная политика в отношении генералитета имела и другое предназначение, а именно: направить чёткое послание офицерам среднего звена о безоговорочном подчинении новому режиму. «Революционные трибуналы» творили скорый суд: вся процедура занимала 5-10 минут, после чего приговор тут же приводился в исполнение. Одним из первых на крыше резиденции Хомейни был расстрелян бывший шеф САВАК генерал Нематолла Нассири.

## Ход событий
В феврале 1979 года, в Тегеране, три шахских генерала были расстреляны в присутствии иностранных журналистов, при этом заявив, что «некоторые из них видные воры, которые правили этой страной на протяжении последних 10 лет». Новое руководство фактически приняло решение, что "чистки в вооружённых силах будут проводиться и в дальнейшем, но в ограниченных масштабах, сосредоточившись лишь на «коррумпированных элементах».
Генерал Манучер Хосродад (офицер ВВС) был арестован 13 февраля при попытке бежать из Ирана. Будучи сторонником шаха, он был помещён под стражу до вынесения постановления революционного трибунала. 15 февраля, четыре высших генерала, среди них Нематолла Нассири (бывший глава САВАК), Реза Наджи (военный губернатор Исфахана), Мехди Рахими (военный губернатор Тегерана) и Манучехр Хосроудад были казнены в «соответствии с исламскими нормами и предписаниями» в Тегеране. На государственном радио было заявлено о «казни палачей предыдущего режима» с целью «очищения крови революции и притока новой, революционной крови.» Радиовещание также передало, что 20 других высокопоставленных должностных лиц режима Пехлеви в скором времени предстанут перед судом революционного трибунала, после чего им вынесут смертный приговор.
80% из первых 200 казнённых сторонников шаха принадлежали армейской среде (генералитет, высшее офицерство) и соответственно шахской тайной полиции САВАК. Большая часть руководителей всех департаментов и ведомств САВАК были казнены.
Свыше 3 000 сотрудников центрального штата и агентов САВАК были выслежены исламскими революционными «комиссарами» один за другим и жестоко замучены. Только те из них, кто в момент победы революции находились на миссиях вне Ирана, смогли уйти живыми от беспощадной расправы со стороны исламских фундаменталистов.
Зачастую причиной казни являлись не «коррумпированные связи», а самая примитивная кровная (личная) месть. После гибели офицера его семья, как правило, подвергалась всевозможным преследованиям, особенно усердствовали в этом левацкие радикальные группировки. Только за два послереволюционных месяца они уничтожили более 20 тыс. так называемых «монархистов», по сути же кадровых военнослужащих иранской армии и бывшей шахской охранки САВАК. Немало офицеров, унтер-офицеров и даже солдат, особенно в сухопутных войсках, национальной полиции и жандармерии, в страхе за свою жизнь самовольно покидали места службы. К июлю 1979 года число дезертиров превысило 250-тысячную отметку. К осени почти все офицеры, известные как сторонники шаха или настроенные против исламских порядков, так или иначе были казнены. Среди них 14 командиров армейских дивизий, 8 командиров отдельных армейских бригад и все военные губернаторы.
Избежать репрессий удалось лишь тем из старших офицеров, кто был в опале у шаха и стал сотрудничать с новым режимом. Остались на своих прежних должностях и те высшие военные чины, которые способствовали сдаче своих подразделений революционным силам или ещё до этого делали всё, чтобы развалить армию изнутри. Но и они скоро попали под безжалостный «меч революции».
В чём было полное единодушие у всех светских и религиозных фракций, так это в проблеме армии. Было решено значительно уменьшить её численность, ликвидировать привилегии высшего военного руководства, поставить армейские структуры вне политики.
В соответствии с этой установкой временное Революционное правительство, сформированное Мехди Базарганом по поручению Хомейни, объявило, что Иран больше не будет выполнять функции «жандарма Персидского залива». Соглашения и контракты, в первую очередь с США и западными государствами, на поставку современного оружия и военной техники (самолётов, радиолокационных станций, танков, боевых кораблей) были или отменены, или заморожены, а оставшиеся иностранные военные советники и специалисты были высланы из страны. Американские станции разведки и наблюдения на иранской территории были закрыты. Национальный воинский контингент, который в составе войск ООН находился в Ливане, а также соединение иранских войск, дислоцированное в Омане, получили приказ возвратиться домой.
В мае 1979 года исламское правительство заявило о своём намерении сократить вооружённые силы наполовину. Отныне призыв не должен был проводиться насильственными методами, к тому же новобранцам предстояло служить не два года, как было при шахе, а всего год. И хотя никто не возражал против подобных нововведений, мало нашлось тех, кто выразил согласие с таким правительственным курсом. Радикалы, например, требовали установления полного гражданского контроля над национальными вооружёнными силами и смены высшего военного руководства. В одном были едины все политические лидеры: необходимо провести чистку армии. Но когда дело дошло до определения её критериев и методов осуществления, начались бесконечные дебаты и споры, в ходе которых между различными политическими силами выявились острые разногласия.
Хомейни и некоторые его сторонники, хотя и не доверяли профессиональным военным, ясной точки зрения относительно того, что же с ними делать, не имели. То они выступали за слияние армии с вооружёнными отрядами политических группировок, полагая, что «революционеры» возьмут военных под свой контроль, а те в свою очередь не только обучат боевиков, но и отучат их от партизанщины; то призывали лишь покончить с коррумпированной армейской верхушкой. В окружении Хомейни были и те, кто считал, что нужно устранить лишь явно прошахских офицеров, но сохранить дисциплину и боеспособность профессиональной армии.
Несмотря особую на важность, придаваемую государством так называемому идеологическому аппарату, репрессивные инструменты государства также выросли до пугающих размеров.
Разрушение шахской тайной полиции, армии, военных судов и т. д. было самими ближайшими целями революционного движения. Ещё до фактического ниспровержения шахского режима, его репрессивные органы слабели и распадались под ударами массовых выступлений. Пять лет спустя, однако, все они были не только практически восстановлены в своей дореволюционной силе, но и, сверх того, были дополнены новыми даже более мощными инструментами репрессий, получившими легитимность в качестве «ростков революции».
Как видно, после падения шаха, исламский режим был особенно суров в отношении очень высоких должностных лиц организации безопасности шаха САВАК. В первые месяцы революции, высшие должностные лица САВАК были либо казнены, либо были осуждены на очень длительные сроки тюремного заключения. Многие сотрудники САВАК — особенно те, наиболее известные или подозреваемые в активном участии в подавлении мусульманского духовенства и светских противников шаха — были строго наказаны. Однако, количество высококвалифицированных сотрудников САВАК стали частью созданного хомейнистами нового аппарата безопасности, чтобы заменить САВАК. В общем, самый низкий уровень чиновников САВАК, которые оказались задержаны в течение короткого времени на начальном этапе революции были просто уволены.

## Список казнённых офицеров САВАК и представителей высшего генералитета

### февраль 1979 года
- 1979, 12 февраля, Абдол Али Бадреи (генерал-лейтенант армии), Тегеран
- 1979, 12 февраля, Мохаммад Амин Биглари (генерал-майор армии), Тегеран
- 1979, 12 февраля, Сограт Джафариан (генерал-лейтенант армии), Тегеран
- 1979, 15 февраля, Манучехр Хосроудад (генерал-майор армии), Тегеран
- 1979, 15 февраля, Нематолла Нассири (генерал, 3-й шеф САВАК), Тегеран
- 1979, 15 февраля, Реза Наджи (генерал-майор), Тегеран
- 1979, 15 февраля, Мехди Рахими (генерал-лейтенант армии), Тегеран
- 1979, 20 февраля, Парвиз Амини Афшар (генерал-майор армии), Тегеран
- 1979, 20 февраля, Манучехр Малек (бригадный генерал армии), Тегеран
- 1979, 20 февраля, Нематолла Мотамеди Кордестани (бригадный генерал армии), Тегеран
- 1979, 20 февраля, Хоссейн Хамеданиан (бригадный генерал САВАК), Тегеран
- 1979, 23 февраля, Монир Тахери (капитан полиции), Рудсер
- 1979, 26 февраля, Мохаммед Хоссейн Надери (сотрудник САВАК в г. Исфахан), Тегеран

### март 1979 года
- 1979, 4 марта, Джахангир Тарух (сотрудник САВАК), Тегеран
- 1979, 5 марта, Ахмед Бидабаади (генерал-майор армии), Тегеран
- 1979, 5 марта, Абдулла Хадженури (генерал-майор армии), Тегеран
- 1979, 5 марта, Фахр Модаррес (генерал-лейтенант армии), Тегеран
- 1979, 5 марта, Али Акбар Яздгерди (бригадный генерал армии), Тегеран
- 1979, 5 марта, Джахангир Тарек (псевд. Джахангири) (полковник, «палач» САВАК), Тегеран
- 1979, 9 марта, Джафар-Голи Садри (генерал-лейтенант полиции), Тегеран
- 1979, 12 марта, Надер Джаханбани (генерал-лейтенант ВВС), Тегеран
- 1979, 12 марта, Абдулла Манучер Гашгайи (майор САВАК), Тегеран,
- 1979, 12 марта, Мохаммад Навид (сотрудник САВАК), Тегеран
- 1979, 12 марта, Мирахмад Кочесфахани (сотрудник САВАК), Тегеран
- 1979, 13 марта, Вали-Мохаммед Занд Карими (генерал-майор), Тегеран
- 1979, 13 марта, Акбар Гафариан (генерал армии), Дизфуль

### апрель 1979 года
- 1979, 6 апреля, Камаль Адиб (сотрудник САВАК), Исфахан
- 1979, 6 апреля, Махмуд Шахиди (сотрудник САВАК), Исфахан
- 1979, 7 апреля, Ирадж Амини Афшар бригадный генерал армии), Тегеран
- 1979, 7 апреля, Мохаммад-Джавад Молави Талегани (генерал-майор полиции), Тегеран
- 1979, 9 апреля, Али Хадженури (генерал армии), Тегеран
- 1979, 9 апреля, Амир Хоссейн Рабии (генерал-лейтенант ВВС), Тегеран
- 1979, 10 апреля, Ансари (полковник САВАК), Казвин
- 1979, 10 апреля, Тораб Хаджалилу (сотрудник САВАК), Ардебиль
- 1979, 11 апреля, Хассан Али Байят (бригадный генерал), Тегеран
- 1979, 11 апреля, Хассан Пакраван (генерал-лейтенант, 2-й шеф САВАК), Тегеран
- 1979, 11 апреля, Нассер Могадам (генерал-лейтенант, 4-й шеф САВАК), Тегеран
- 1979, 11 апреля, Али Ходжат Кашани (генерал-лейтенант), Тегеран
- 1979, 11 апреля, Мохаммад Таги Маджиди (генерал-лейтенант армии), Тегеран
- 1979, 11 апреля, Али Нешат (генерал-майор, командующий Шахской гвардией «Бессмертные»), Тегеран
- 1979, 11 апреля, Азизолла Рахмани (полковник, глава САВАК в остане Илам), Илам
- 1979, 12 апреля, Махмуд Моаюн (Масуд Мани) (глава САВАК в г. Кум), Кум
- 1979, 12 апреля, Аббас Кахали (генерал полиции), Зенджан
- 1979, 14 апреля, Хашем Беренджиан (генерал-лейтенант ВВС), Тегеран
- 1979, 14 апреля, Джахангир Эсфандияри (генерал армии), Абадан
- 1979, 15 апреля, Ахмад Хамиди Аштиани (бригадный генерал полиции), Тегеран
- 1979, 18 апреля, Парвиз Шемирани (имперская гвардия «бессмертные»), Тегеран
- 1979, 18 апреля, Абдолла Хадж Аббас (лейтенант, имперская гвардия «бессмертные»), Тегеран
- 1979, 18 апреля, Мостафа Ракшан (лейтенант, имперская гвардия «бессмертные»), Тегеран
- 1979, 18 апреля, Ходжатолла Ашрафи (сержант, имперская гвардия «бессмертные»), Тегеран
- 1979, 18 апреля, Реза Мумиванд (сержант, имперская гвардия «бессмертные»), Тегеран
- 1979, 19 апреля, Фазлолла Джафари (генерал-лейтенант полиции), Тегеран
- 1979, 22 апреля, Мохаммад Тагли Джавад Рахими (глава САВАК в г. Шираз), Тегеран
- 1979, 23 апреля, Али Акбар Аташи (капитан САВАК), Мешхед
- 1979, 23 апреля, Мохаммад Иманифар (генерал-майор полиции), Мешхед
- 1979, 24 апреля, Голям Джукарбе (сотрудник САВАК), Бендер-Аббас

### май 1979 года
- 1979, 6 мая, Фазлолла Наземи (бригадный генерал), Тегеран
- 1979, 8 мая, Али Фатиамин (генерал армии), Тегеран
- 1979, 8 мая, Ферейдун Сахдафар (Шахин) (сотрудник САВАК), Тегеран
- 1979, 8 мая, Асадолла Бахтияри (майор САВАК), Тегеран
- 1979, 8 мая, Хоссейн Галамкари (капитан САВАК), Тегеран
- 1979, 8 мая, Мохаммад Ганадзаде (капитан САВАК), Тегеран
- 1979, 8 мая, Ахмад Хассани (сотрудник САВАК), Тегеран
- 1979, 8 мая, Азгар Иранлу (сотрудник САВАК), Тегеран
- 1979, 8 мая, Али Ходадад Кордбаче (сержант-майор САВАК), Тегеран
- 1979, 8 мая, Мохаммад Мехди Майдани (сотрудник САВАК), Тегеран
- 1979, 8 мая, Хассан Наджаф (сотрудник САВАК), Тегеран
- 1979, 8 мая, Мехди Неджатиан Могадас (сержант САВАК), Тегеран
- 1979, 8 мая, Абдолла Нороузи (майор САВАК), Тегеран
- 1979, 8 мая, Ахмад Ростамхани (сотрудник САВАК), Тегеран
- 1979, 8 мая, Ферейдун Шадафза (сотрудник САВАК), Тегеран
- 1979, 8 мая, Ядолла Шадемани (сотрудник САВАК), Тегеран
- 1979, 8 мая, Хамзе Тофангчи (сотрудник САВАК), Тегеран
- 1979, 9 мая, Мохаммад Багаи Язди (сотрудник САВАК), Тегеран
- 1979, 9 мая, Абольхассан Саадатманд (генерал-лейтенант армии, бывший начальник 1-го бюро САВАК; министр информации в правительстве Азхари; начальник офиса армии по связям с общественностью; начальник военного трибунала), Тегеран
- 1979, 9 мая, Мохаммад Фаллах (сотрудник САВАК), Тегеран
- 1979, 9 мая, Джафар Шокрави (капитан САВАК), Тегеран
- 1979, 15 мая, Масуд Шафий (сотрудник САВАК), Хой
- 1979, 17 мая, Голям Реза Пуррахимифарзане (сотрудник САВАК), Мешхед
- 1979, 24 мая, Давуд Самади (сотрудник САВАК), Мешхед
- 1979, 31 мая, Парвиз Мохаммади (сотрудник САВАК), Боруджерд

### июнь 1979 года
- 1979, 2 июня, Хашем Хошмад Хамедани (генерал), Ахваз
- 1979, 2 июня, Голям-Хоссейн Шамс-Тебризи (генерал), Ахваз
- 1979, 4 июня, Мохаммад Карим Басариниа (бывший глава САВАК в г. Кум), Тегеран
- 1979, 4 июня, Абдул Хуссейн Саруш (майор, шеф полиции г. Рафсанджан), Рафсанджан
- 1979, 4 июня, Хафез Сарнавешт (лейтенант, начальник информационного отдела полиции г. Рафсанджан), Рафсанджан
- 1979, 4 июня, Валиалла Гияси (сотрудник САВАК), Тегеран
- 1979, 4 июня, Парвиз Наджифарадж (сотрудник САВАК), Тегеран
- 1979, 10 июня, Голям Хоссейн Закари (майор, офицер имперской гвардии «бессмертные»), Тегеран
- 1979, 24 июня, Мортеза Ширани (генерал), Исфахан
- 1979, 24 июня, Бахман Надирпур (сотрудник САВАК), Тегеран
- 1979, 24 июня, Ферейдун Тавангари (сотрудник САВАК), Тегеран

### июль 1979 года
- 1979, 5 июля, Рухолла Моаббер (сотрудник САВАК), Тегеран
- 1979, 21 июля, Голям Али Баграмян (сотрудник САВАК), Исфахан,

### август 1979 года
- 1979, 3 августа, Ахмад Ходапараст (сотрудник САВАК), Мехабад
- 1979, 9 августа, Яхья Бигвани (глава САВАК в провинциях Курдистан, Восточный Азербайджан и Лурестан), Тебриз
- 1979, 9 августа, Джафар Растегар (главный следователь САВАК в Тебризе и Урмие), Тебриз
- 1979, 9 августа, Сейдолла Барани (следователь САВАК и начальник объединённого антитеррористического комитета г. Тебриз), Тебриз
- 1979, 9 августа, Хоссейн Али Халигин (Алиас Афшин) (следователь САВАК), Тебриз
- 1979, 9 августа, Парвиз Сахеб-Рафат (псевд. Афшар) (следователь САВАК), Тебриз
- 1979, 16 августа, Халил Фарахманд (сотрудник САВАК), Урмия
- 1979, 16 августа, Шахрукх Рафат (сотрудник САВАК), Урмия
- 1979, 16 августа, Мохаммад Али Тосеркани (сотрудник САВАК), Урмия
- 1979, 20 августа, Аббас Шафаат (генерал армии), Тегеран
- 1979, 20 августа, Абдулла Васиг (генерал полиции), Тегеран
- 1979, 22 августа, Хассан Таджеддини (лейтенант САВАК), Тебриз
- 1979, 27 августа, Сириус Манучери (сотрудник САВАК), Сенендедж
- 1979, 27 августа, Мозаффар Ниязманд (генерал), Сенендедж

### сентябрь 1979 года
- 1979, 8 сентября, Мустафа Дадаши (сотрудник САВАК), Нахаванд
- 1979, 8 сентября, Гасем Герайи Мохаммад (сотрудник САВАК), Нахаванд
- 1979, 10 сентября, Гасем Ахмадинеджад Сорех(сотрудник САВАК), Урмия
- 1979, 10 сентября, Ахмад Салари (полковник САВАК), Тегеран
- 1979, 24 сентября, Ирадж Матбуй (генерал-майор), Тегеран
- 1979, 28 сентября, Аболгасем Эфтехари (сотрудник САВАК), Тегеран
- 1979, 28 сентября, Ахмад Камали (сотрудник САВАК), Тегеран

### октябрь 1979 года
- 1979, 6 октября, Шапур Ранджбаран (полковник САВАК), Тебриз
- 1979, 6 октября, Хушанг Салими Техрани (полковник САВАК), Тебриз
- 1979, 6 октября, Якуб Ягини (сотрудник САВАК), Тебриз
- 1979, 23 октября, Исмаил Эспаром (генерал армии), Тегеран

### ноябрь 1979 года
- 1979, 10 ноября, Мохаммад Арман (сотрудник САВАК), Шираз
- 1979, 18 ноября, Аббас Голи Агабабаи (сотрудник САВАК), Мешхед

### декабрь 1979 года
- 1979, 21 декабря, Мохаммад Реза Раджаби (сотрудник САВАК), Мешхед

### 1980-е годы
- 1980, 12 января, Хоссейн Багерзаде (сотрудник САВАК), Ахваз
- 1980, 12 января, Хемат Али Моршеди Аламдари (сотрудник САВАК), Ахваз
- 1980, 15 января, Голям Реза Нешат (сотрудник САВАК), Мешхед
- 1980, 30 января, Манучер Бахри Эсфахани (сотрудник САВАК), Исфахан
- 1980, 20 января, Хассан Бехзади (генерал), Тегеран
- 1980, 7 февраля, Джамшид Фати-Могадам (генерал), Тегеран
- 1980, 12 февраля, Парвиз Каземиан (сотрудник САВАК), Ахваз
- 1980, 16 февраля, Аббас Форозанфар (сотрудник САВАК), Мешхед
- 1980, 4 марта, Моджтаба Амид (генерал САВАК), Тегеран
- 1980, 11 марта, Сиявуш Азарбод (лейтенант САВАК), Тегеран
- 1980, 15 марта, Мохаммад Таги Бозоргманеш (сотрудник САВАК), Хамадан
- 1980, 15 марта, Камаль Незами (генерал армии), Кум
- 1980, 6 мая, Алиакбар Хаджалиан (сотрудник САВАК), Тегеран
- 1980, 6 мая, Исмаэль Хоссейни (сотрудник САВАК), Тегеран
- 1980, 9 июня, Фарадж Сейфи Камангар (сотрудник САВАК), Тегеран
- 1980, 9 июня, Ферейдун Азадмехр (сотрудник САВАК), Бендер-Аббас
- 1980, 2 июля, Дариуш Баязайи (сотрудник САВАК), Шираз
- 1980, 13 июля, Хушанг Хатам (генерал армии), Тегеран
- 1980, 20 июля, Айят Мохагеги (бригадный генерал авиации), Тегеран
- 1980, 25 июля, Алиасгар Барзегари (сотрудник САВАК), Мешхед
- 1980, 25 июля, Махмуд Робати (сотрудник САВАК), Дизфуль
- 1980, 31 июля, Садег Резвани (полковник САВАК), Захедан
- 1980, 31 июля, Носратолла Седарат (полковник, глава САВАК в провинции Бушир, Харг и шеф отдела по делам базаров г. Тегеран), Тегеран
- 1980, 4 августа, Мохаммад Шахнам (генерал), Тегеран
- 1980, 5 августа, Хассан Резвани (полковник, глава САВАК в провинциях Систан и Белуджистан), Захедан
- 1980, 7 августа, Хоссейн Тораби (бригадный генерал САВАК), Тегеран
- 1980, 14 августа, Аббас Хукар (сотрудник САВАК), Кум
- 1980, 15 августа, Сейид Мехдийюн (генерал-лейтенант авиации), Тегеран
- 1980, 29 августа, Фарамарз Нузари-Бага (генерал), Тегеран
- 1980, 4 сентября, Фараджолла Моджтахеди (сотрудник САВАК), Абадан
- 1980, 10 сентября, Мохаммад Ансари (генерал САВАК), Тегеран
- 1981, 21 декабря, Хушанг Сафаий (генерал), Тегеран
- 1984, 7 февраля, Голям Али Овейси (генерал армии), убит в Париже агентами «ВЕВАК»